# بيت المدحني (الرجم)

تعديل مصدري - تعديل

بيت المدحني هي إحدى قرى عزلة غالب ربيعي بمديرية الرجم التابعة لمحافظة المحويت، بلغ تعداد سكانها 328 نسمة حسب تعداد اليمن لعام 2004.